# Z (Zappa)
Pour les articles homonymes, voir Z.

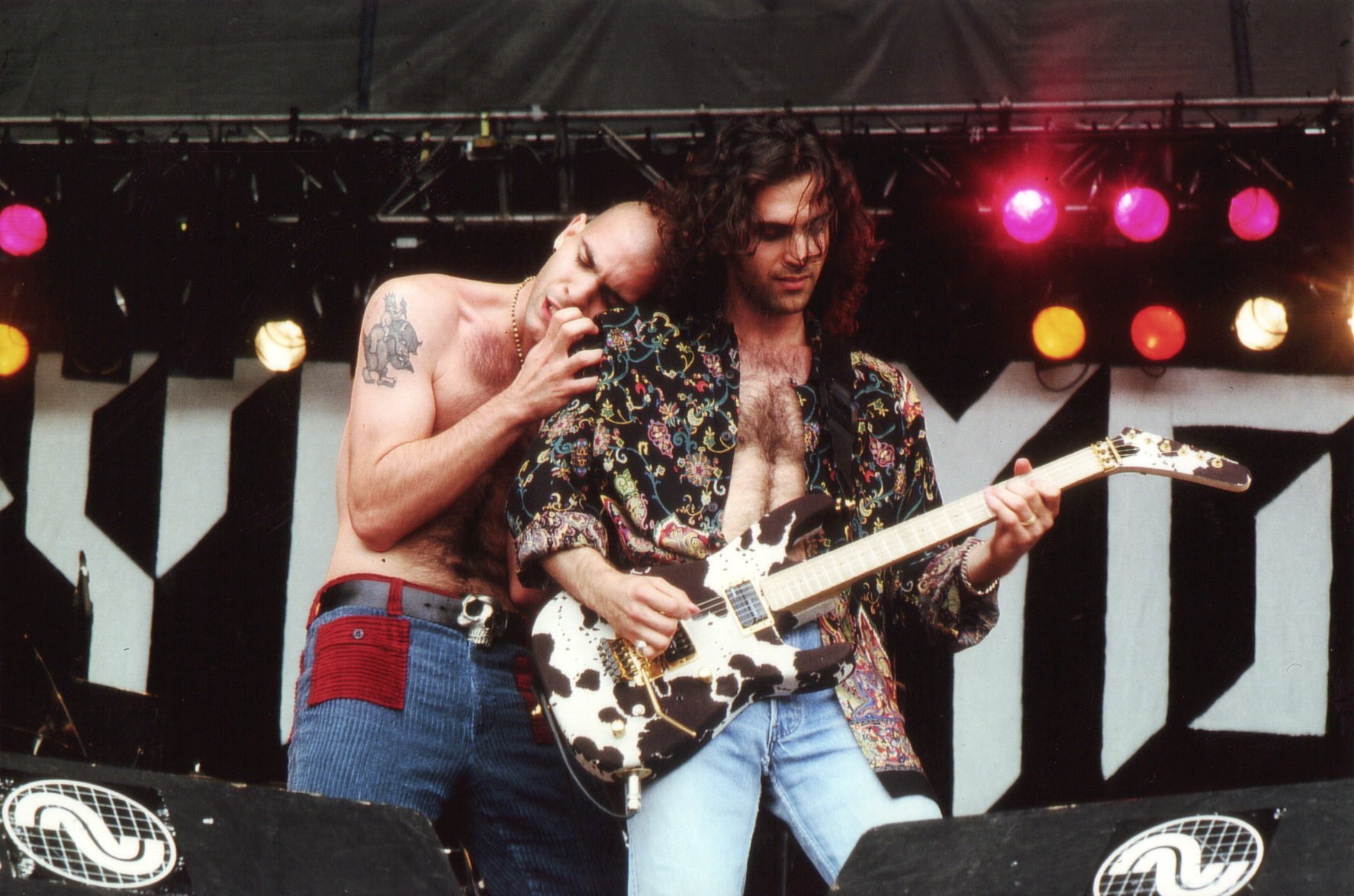
Z, avec Ahmet (à g.) et Dweezil Zappa (à d.) au Festival Dynamo Open Air en 1993.

Z est le nom du groupe américain formé par les deux fils de Frank Zappa : Ahmet et Dweezil Zappa.
Le nom officieux du groupe est AZ/DZ, référence humoristique au groupe AC/DC dont ils sont les amis.

## Présentation
Le groupe se compose initialement de Dweezil Zappa à la guitare et au chant, de son frère Ahmet Zappa au chant, du multi-instrumentiste Mike Keneally aux claviers, à la guitare et au chant, et de Scott Thunes (en) à la basse. Le premier album, Shampoohorn, datant de 1994, comprend plusieurs batteurs invités : Terry Bozzio, Toss Panos, Tal Bergman (he), Mark Craney, Morgan Ågren (en) et Keith Knudsen. Pour la tournée promotionnelle de l'album, Joe Travers (hu) est engagé à la batterie ; il deviendra le batteur régulier du groupe sur le deuxième album, Music for Pets, en 1996. Scott Thunes a été remplacé par Bryan Beller après la tournée d'été de promotion du premier album.
Le groupe se dissout en 1997 à la suite de désaccords internes et d'engagements télévisuels croissants d'Ahmet et de Dweezil Zappa.

## Discographie[1]
- Shampoohorn (en) (1994, Barking Pumpkin Records/Food For Thought)
- Music for Pets (en) (1996, Zappa Records (en))

## Musiciens
- Dweezil Zappa : guitare, chant.
- Ahmet Zappa : chant.
- Mike Keneally : claviers, piano, guitare, chant.
- Scott Thunes (en) : basse, chant (version européenne de Shampoohorn).
- Bryan Beller : basse (dans Music for Pets et la version américaine de Shampoohorn).
- Joe Travers (hu) : batterie (dans Music for Pets).

## Référence et notes
- (it) Cet article est partiellement ou en totalité issu de l’article de Wikipédia en italien intitulé « Z (gruppo musicale) » (voir la liste des auteurs).

1. ↑  (en) « Z (7) », sur discogs.com (consulté le 1er septembre 2023).